# Rochus Westbroek
Rochus Westbroek (7 augustus 1971) is een voormalig Nederlands hockeyer.
Westbroek speelde 16 interlands (4 doelpunten) voor de Nederlandse hockeyploeg. Die interlands speelde hij in 1992 en in 1996 en 1997. Daarvoor kwam hij ook uit voor de Nederlandse jeugelftallen.
Westbroek speelde in de Hoofdklasse voor HC Klein Zwitserland en vanaf 1998 voor Amsterdam H&BC.